# Neotrichoppia zushi
Neotrichoppia zushi är en kvalsterart som först beskrevs av Aoki 1984.  Neotrichoppia zushi ingår i släktet Neotrichoppia och familjen Oppiidae. Inga underarter finns listade i Catalogue of Life.